# Safi (Málta)
Ħal Safi Málta egyik helyi tanácsa Malta sziget déli részén. Lakossága 1948 fő. Nevének jelentése tiszta.

## Története
A környező nagyobb falvak lakóinak találkozóhelyeként jött létre. Később egy kis épületet is emeltek itt. A sziget őrzésére alakult milícia (id-Dejma) 1419-es összeírásában nyolcvan-kilencven lakosát említik Ħal Safinak. Az itt álló keresztnél állt a milícia egyik őrszeme. Lakói ekkoriban főleg birka- és kecskepásztorok, valamint földművesek.
Eredetileg Bir Miftuħ egyházközségéhez tartozott. 1592-ben aztán Ħal Safi, Ħal Kirkop és Mqabba önálló egyházközséggé váltak. Ám mivel a plébánia központja a kirkopi Szent Jakab-templom volt, ami szintén messze volt, amikor Kirkop új templom építésébe kezdett, Ħal Safi lakói megtagadták a támogatást. Hosszas viták után 1598 áprilisában önálló egyházközséggé vált.
A nagyszabású kültéri Szent Pál-ünnepségeket 1725 óta tartják meg a faluban. Mivel január 25-én gyakran rossz volt az idő, Szent Pál festája átkerült augusztus utolsó vasárnapjára.
A 20. században a lakosság egyre nagyobb része dolgozott a kormányzatnak vagy a közeli katonai bázisokon. A második világháború után a nyilvános kutak helyett csatornahálózat épült, közvilágítás és az elektromos áram bevezetése tette komfortosabbá a település életét. 1962-ben új iskola, 1980-ban új kórház épült. 1994 óta Málta egyik helyi tanácsa. A tanács területének 84%-a ma is beépítetlen, ami ritkaságnak számít Máltán.

## Önkormányzata
Ħal Safi ügyeit az öttagú helyi tanács intézi. A jelenlegi, hatodik tanács 2012 óta van hivatalban.
Polgármesterei:
- Peter Paul Busuttil (1994-2012)
- Francis Callus (Munkáspárt, 2012-)

## Ünnepe
Védőszentje Szent Pál (január 25.), ünnepségeit azonban augusztus utolsó vasárnapján tartják.

## Kultúra és sport
Band clubja a St.Paul's Band Club. Egyetlen sportegyesülete a Safi Football Nursery

## Közlekedés
Főbb útjainak minősége jó, az alacsonyabb rendűeké változó. Határában van a nemzetközi repülőtér. Autóbusszal megközelíthető Valletta (34) és Mqabba (350) felől.